# Viscount Chaplin
Viscount Chaplin, of Saint Oswald’s, Blankney, in the County of Lincoln, war ein erblicher britischer Adelstitel in der Peerage of the United Kingdom.
Der Titel wurde am 20. Juni 1916 für den konservativen Unterhausabgeordneten Henry Chaplin geschaffen. Der Titel erlosch, als sein Enkel, der 3. Viscount, am 18. Dezember 1981 ohne männliche Nachkommen starb.

## Liste der Viscounts Chaplin (1916)
- Henry Chaplin, 1. Viscount Chaplin (1840–1923)
- Eric Chaplin, 2. Viscount Chaplin (1877–1949)
- Anthony Chaplin, 3. Viscount Chaplin (1906–1981)